# Truth (Jungle)
Truth is een nummer van het Britse indiepopduo Jungle uit 2021. Het is de derde single van hun derde studioalbum Loving in Stereo.
"Truth" is beïnvloed door bands uit het midden van de jaren 2000, zoals The Strokes en Kings of Leon. Volgens Jungle-lid Joshua Lloyd-Watson kwam het nummer binnen tien minuten tot stand, maar was het duo huiverig om het nummer op te nemen omdat het anders klinkt dan hun vorige materiaal. Tekstueel gaat de plaat over het gevoel iemand te vinden die meer betekent dan wat dan ook in de wereld. "Het gaat over het besef dat je van iemand houdt", legt Lloyd-Watson uit aan Apple Music, "en het overwinnen van die vertrouwensproblemen in het begin van een relatie om uiteindelijk te beseffen dat je alleen maar bij diegene wil zijn". De plaat bereikte geen hitlijsten, maar kreeg wel enige airplay op Nederlandse radiostations.